# Standard error
Standard error förkortas stderr och är det dataflöde dit felmeddelanden normalt dirigeras i unixliknande system. Relaterade begrepp är stdin för indata och stdout för utdata.
Felmeddelandet kan omdirigeras till en fil eller visas direkt på skärmen.

## Exempel
Detta kan illustreras med hjälp av unixverktyget cat som kan reproducera en fils innehåll via en terminalemulator.
```
$ 
cat
 
nofile

cat: nofile: No such file or directory

```

'cat: nofile: No such file or directory' är här felmeddelandet. Felet uppstår för att den efterfrågade filen 'nofile' inte existerar. Följande exempel visar 1. att filen 'log' är tom till att börja med, och 2. hur meddelandet kan omdirigeras:
```
$ 
cat
 
log

$ 
cat
 
nofile
 
2
>
 
log

$

```

'2>', där 2 representerar stderr, omdirigerar meddelandet till filen 'log'. Notera frånvaron av synlig utdata. Om en skriver följande så kan en se att felmeddelandet istället skickats till filen:
```
$ 
cat
 
log

cat: nofile: No such file or directory

```